# Mary Banotti
Mary Elizabeth Banotti (Malahide, Fingal, Condado de Dublín, 29 de mayo de 1939 - Dublín, 10 de mayo de 2024) fue una política irlandesa, del partido Fine Gael.

## Biografía
Mary O'Mahony es originaria de Dublín. Es hermana de la exministra del gabinete Nora Owen y sobrina nieta del líder político irlandés y rebelde Michael Collins.

### Carrera
Después de su formación trabajó como enfermera en América del Norte, Inglaterra, Italia y África antes de unirse a la Irish Distillers como enfermera ocupacional; y, oficial de bienestar industrial en 1972. Está divorciada desde hace muchos años de su marido italiano.
Entre 1980 y 1984 presentó un programa semanal sobre los derechos de bienestar social e información en la TV RTÉ. Banotti participó sin éxito en las elecciones al Seanad Éireann de 1983, y en las de Dublín Central ese mismo año.

### Política
En 1984, fue elegida en las elecciones al Parlamento Europeo de 1984 (Irlanda), representando al partido Fine Gael por la circunscripción de Dublín. Retuvo su asiento hasta su retiro en las elecciones al Parlamento Europeo de 2004 (Irlanda). Fue candidata por su Partido Fine Gael en las elecciones presidenciales 1997, quedando segunda de Mary McAleese del Fianna Fáil. En 1999, fue embajadora Goodwill del UNFPA sobre salud reproductiva.

## Filantropía
Banotti fue miembro y vicepresidenta del Consejo de Directores del Centro Internacional para Niños Desaparecidos y Explotados (ICMEC), una organización no lucrativa mundial que combate abuso sexual infantil, pornografía infantil, y secuestro parental.
También fue presidenta de honor de Health First Europe, y miembro de Fundación Internacional para Sistemas Electorales.